# Ciudad Satélite
Ciudad Satélite és un fraccionament residencial a l'Estat de Mèxic, al municipi de Naucalpan, construït en la dècada del 1950. En l'actualitat els de la capital diuen genèricament Satélite a una zona més àmplia que comprèn diversos dels fraccionaments i colònies limítrofes que es van construir adjacents a la traça original de Ciudad Satélite en els anys següents i que s'estenen per altres zones del municipi de Naucalpan i els municipis d'Atizapán de Zaragoza i Tlalnepantla de Baz, com són Lomas Verdes, Echegaray, Santa Monica, La Florida, San Lucas Tepetlacalco, Colonial Satélite, Santa Cruz del Monte, Jardines de Bellavista, Fuentes de Satélite, Jardines de Satélite y Boulevares.